# Heilige Maurische Märtyrer (Bourheim)

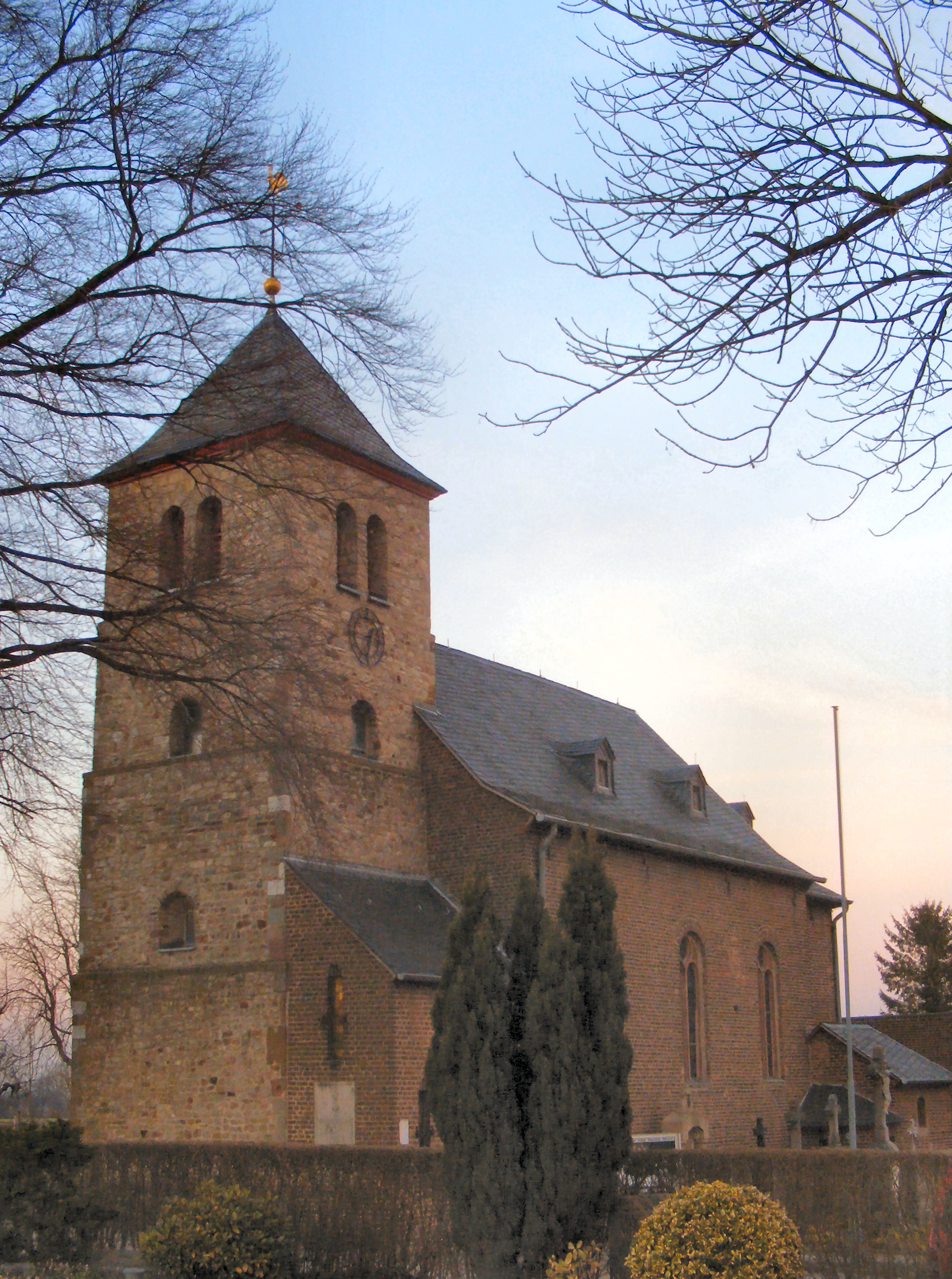
Hl. Maurische Märtyrer in Bourheim

Die Kirche Heilige Maurische Märtyrer ist die römisch-katholische Filialkirche des Jülicher Stadtteils Bourheim im Kreis Düren in Nordrhein-Westfalen.
Das Bauwerk ist unter Nummer 26 in die Denkmalliste der Stadt Jülich eingetragen.
Die Kirche untersteht dem Patrozinium der Märtyrer der Thebaischen Legion.

## Geschichte
Eine „Kapelle zu Bourheim“ wird das erste Mal urkundlich in den Unterlagen der heutigen Nachbarpfarre Kirchberg schon am Anfang des 10. Jahrhunderts erwähnt. Zur Pfarre St. Martinus Kirchberg gehörte Bourheim bis 1804. In diesem Jahr wurde Bourheim eigenständige Pfarre. Ende des 12. Jahrhunderts wurde eine romanische Kirche in Bourheim erbaut. Von ihr ist heute lediglich der viergeschossige Westturm erhalten. Die restliche einschiffige, Saalkirche zwischen Barock, Klassizismus und Neuromanik stammt aus dem Jahre 1776. Im 19. Jahrhundert wurde ein südlicher Sakristeianbau hinzugefügt. 1929 ist das Gotteshaus restauriert worden. Im Zweiten Weltkrieg wurde der Westturm durch Beschuss teilweise zerstört. Nach dem Krieg wurde der Turm unter Veränderungen wieder aufgebaut, so musste die Orgelempore verkleinert werden.
Bis zum 31. Dezember 2012 war Bourheim eigenständige Pfarrgemeinde. Am 1. Januar 2013 wurde die Pfarre mit 13 weiteren ehemaligen Pfarreien zur Pfarre Heilig Geist Jülich fusioniert.

## Ausstattung
Im Innenraum findet sich eine beinahe komplett erhaltene Barockausstattung. Dazu zählen der Hochaltar und die beiden Nebenaltäre aus dem 18. Jahrhundert. Diese Nebenaltäre stammen ursprünglich aus dem Kapuziner-Kloster in Aldenhoven. Des Weiteren sind eine barocke Kanzel und Beichtstuhl erhalten. Die Fenster der Kirche schuf Herb Schiffer 1962.

### Orgel
Die Orgel aus dem Jahr 1959 von der Orgelbauanstalt Karl Bach aus Aachen hat 17 Register auf elektropneumatischen Kegelladen mit folgender Disposition:
| I Manual C–g3   |                |
| Prinzipal       | 8′             |
| Rohrflöte       | 8′             |
| Blockflöte      | 4′             |
| Sesquialtera II | 2 ⁄3′ + 1 3⁄5′ |
| Superoktave     | 2′             |

| II Manual C–g3   |       |
| Lieblich Gedackt | 8′    |
| Salicional       | 8′    |
| Sing. Prinzipal  | 4′    |
| Nachthorn        | 2′    |
| Spitzquinte      | 1 ⁄3′ |
| Zimbel III       | 1′    |
| Dulcian          | 8′    |

| Pedal C–f1     |     |
| Subbass        | 16′ |
| Oktavbass      | 8′  |
| Gedacktbass    | 8′  |
| Choralbass     | 4′  |
| Stille Posaune | 16′ |

- Koppeln: II/I, I/P, II/P, Sub II/I, Super II/I
- Spielhilfen: Freie Komb. 1 und 2, Piano, Tutti, Walze, Zungenabsteller

## Pfarrer
Folgende Priester wirkten bis zur Auflösung der Pfarre 2013 als Pastor an St. Mauri:
| von – bis | Name                     |
| --------- | ------------------------ |
| 1921–1966 | Hugo Bartscher           |
| 1966–1970 | P. Anton Schwengers CSSp |
| 1970–1972 | P. Ernst Greiner MSF     |
| 1972–1977 | Nikolaus van der Molen   |
| 1977–2012 | Peter Jöcken             |